# Station Sjisjka
Station Sjisjka is een spoorwegstation aan de Malmbanan in de Zweedse plaats Sjisjka. 
Het perronnetje van het station is slechts 9 meter lang. Op dit station wordt alleen gestopt op verzoek. Bij het instappen is de passagier zelf verantwoordelijk voor het attenderen van de machinist op aanwezigheid.

## Verbindingen
| Serie | Treinsoort                           | Route                                                                            | Bijzonderheden                               |
| ----- | ------------------------------------ | -------------------------------------------------------------------------------- | -------------------------------------------- |
| 30    | Intercity / Stoptrein (SJ / Norrtåg) | Luleå – Boden – Gällivare – Sjisjka – Kiruna – Björkliden – Riksgränsen – Narvik | Stopt op sommige stations alleen op verzoek. |